# Sassafras (Victoria)

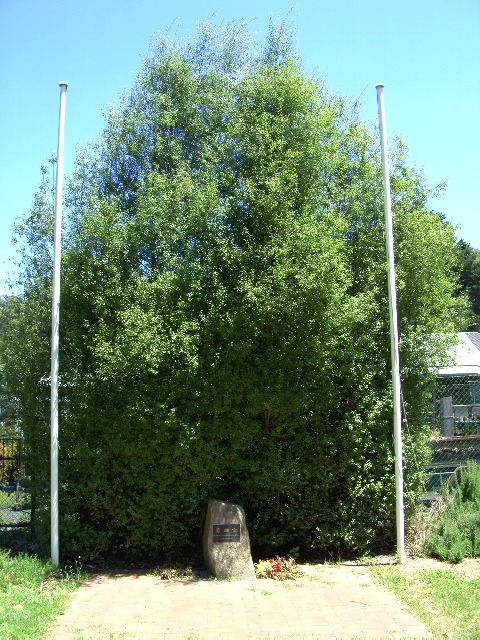
Kriegerdenkmal und Garten

Sassafras ist ein östlicher Vorort von Melbourne im Süden des australischen Bundesstaates Victoria. Der Ort liegt auf der Kammlinie der Dandenongs in ca. 500 m Höhe, etwa 43 km vom Stadtzentrums von Melbourne entfernt. Er gehört zur Local Government Area Yarra Ranges Shire. Bei der Volkszählung 2016 hatte Sassafras 1.061 Einwohner. Nur wenige Kilometer nördlich des Ortes liegt die höchste Erhebung der Dandenongs, der Mount Dandenong.

## Geschichte
Die Gegend wurde Sassafras Gully nach den dort vorkommenden Bäumen (Atherosperma) benannt. 1893 wurde das Land Kleinbauern zur Verfügung gestellt und eine kleine Siedlung entwickelte sich. Das erste Postamt wurde dort am 1. Juni 1901 eröffnet und hieß immer Sassafras Gully Post Office. Anfang des 20. Jahrhunderts nahm der Tourismus zu und die Siedlung wuchs mit ihm.

## Heute
Heute ist Sassafras ein Ausflugsziel mit vielen Ladengeschäften und Boutiquen, wie z. B. Cream-Tea-Ausschänken, Antiquitätengeschäften und Blumenzüchtern. In Sassafras gibt es eine Alternativschule, die Sherbrooks Community School.
In der Gegend gibt es viele Waldbrände und die Gebiete um die Siedlung sind seit den 1850er-Jahren immer wieder abgebrannt.

## Wasserläufe
Sassafras liegt zwischen den Einzugsgebieten des Yarra River und des Dandenong Creek. Der Sassafras Creek liegt östlich der Siedlung, während Nebenflüsse des Dandenong Creek nördlich und westlich der Siedlung liegen. Beide Bäche besitzen wichtige Lebensräume, die größtenteils zum Dandenong-Ranges-Nationalpark gehören.
Der Sassafras Creek mündet in den Woori Yallock Creek, der wiederum bei der Warramate Nature Conservation Reserve, einem staatlichen Schutzgebiet, in den Yarra River mündet. Die Aue des Sassafras Creek ist fast vollständig öffentlicher Grund, der zum Nationalpark gehört.
Der Dandenong Creek fließt bei Patterson Lakes direkt in den Port Phillip. In einigen Karten wird sein Unterlauf auch als Patterson River bezeichnet. In diesem Bereich ist der Dandenong Creek einige Kilometer weit kanalisiert.

## Flora
Sassafras besitzt eine reichhaltige exotische Flora, vor allen Dingen wegen der fruchtbaren Vulkanerde. Auch auf den meisten Privatgrundstücken wachsen exotische Blumen, darunter auch Unkraut.